# Wrocławski Teatr Pantomimy
Wrocławski Teatr Pantomimy – teatr pantomimy założony w roku 1956 we Wrocławiu przez Henryka Tomaszewskiego. Powszechnie uważa się, że odegrał wiodącą rolę w rozwoju sztuki mimu XX wieku. Prezentował swoje spektakle na wszystkich kontynentach (z wyjątkiem Antarktydy).

## Historia
W Teatrze 26 spektakli, z których 24 zrealizował Henryk Tomaszewski. Pierwsze dziesięć programów składało się z kilku etiud, o oddzielnych tytułach. Przełom stanowiły programy „Gilgamesz” i „Bagaże”, będące zapowiedzią pełnospektaklowych widowisk pantomimicznych. Od X programu powstawały widowiska wielowątkowe, wielopostaciowe, z licznymi scenami zbiorowymi – mimodramy. Inspiracją dla tych spektakli zawsze były archetypy kultury europejskiej obecne w mitologii, legendach, literaturze, filmie, plastyce.
Wrocławski Teatr Pantomimy sam wychował i wykształcił wielu wybitnych aktorów-mimów, niektórzy z nich po odejściu z teatru zrobiło w świecie kariery aktorskie i pedagogiczne, stosując formy treningu aktorskiego właściwe dla pantomimy Tomaszewskiego. Spektakle Henryka Tomaszewskiego realizowane i emitowane były jako filmy pantomimiczne w telewizjach polskiej i innych krajów Europy.
Od września 1998 dyrektorem WTP był Kazimierz Janusz Doniec. Pełniąc obowiązki dyrektora realizował koncepcje artystyczne i repertuarowe Henryka Tomaszewskiego.
Od lipca 2003 do maja 2009 roku dyrektorem naczelnym i artystycznym Teatru  był Aleksander Sobiszewski, aktor – mim Pantomimy Tomaszewskiego od dwudziestu lat. Stworzył znaczące kreacje postaci scenicznych (np. Pucka w „Akcji-Sen Nocy Letniej” czy Jaua w „Kaprysie”) i sceny (np. Tango w „Tragicznych Grach”). Od 1997 roku jako scenarzysta i reżyser realizuje w Teatrze Pantomimy, w ramach Sceny Alternatywnej „Walium”, własne spektakle „Czarna Babka” oraz „Parada Atrakcji czyli umarli się nie myją”.
We wrześniu 2009 dyrektorem naczelnym został Zbigniew Szymczyk, a artystycznym Marek Oleksy, obaj od lat związani z Wrocławskim Teatrem Pantomimy.
Przykładowe spektakle teatru z początku XXI w. to „Galapagos” (reż. A. Sobiszewski), „Gastronomia” (reż. A. Sobiszewski), „Osąd” (reż. J. Kalina, P. Passini, L. Mądzik), „Stazione Termini” (reż. M. Oleksy), „Mikrokosmos” (reż. K. Dworakowski).

## Dyrektorzy
- Henryk Tomaszewski
- 1998 Kazimierz Janusz Doniec
- 2003 do maja 2009 Aleksander Sobiszewski
- 2009 Zbigniew Szymczyk
- 2019 – luty 2022 Olga Nowakowska
- 2022 Agnieszka Charkot

## Nagrody i odznaczenia
- Krzyż Komandorski Orderu Odrodzenia Polski za osiągnięcia artystyczne
- 1970: Złota Gwiazda VIII Międzynarodowego Festiwalu Tańca  w Paryżu
- 1962: medal Francuskiej Zawodowej Krytyki Dramatycznej i Muzycznej oraz Nagroda Specjalna Międzynarodowego Klubu Krytyki na Festiwalu Teatru Narodów w Paryżu
- 1957: Dwa złote medale na Festiwalu Młodzieży w Moskwie
- 1956: srebrny medal za indywidualną etiudę Henryka Tomaszewskiego pt. „Pianista” na Festiwalu Młodzieży i Studentów w Warszawie